# Gregoria Pérez
Gregoria Ignacia Pérez (Santa Fe, 16 de mayo de 1764–Ibídem 10 de diciembre de 1823) fue una patriota argentina, defensora de la independencia. Es considerada la primera Patricia Argentina

## Biografía
Gregoria Pérez nació en Santa Fe de la Vera Cruz el 16 de mayo de 1764. Hija de Bernardo Pérez y María Ángela de Larramendi, pertenecientes a la alta sociedad de Santa Fe.
El 18 de agosto de 1785 con 21 años se casó con Juan Ventura Denis, propietario de una estancia en la provincia de Entre Ríos.
En 1802 Gregoria Pérez enviudó y se hizo cargo del establecimiento que hasta entonces había manejado su marido.

## Respaldo a Belgrano
La Primera Junta de Gobierno dispuso enviar una fuerza militar al Paraguay, ante la posibilidad de que existieran allí reacciones antirrevolucionarias y decidió poner esta misión en manos de Manuel Belgrano.
El ejército comenzó a cruzar el río Paraná el 8 de octubre al mando de Juan Ramón Balcarce. Al llegar a Santa Fe, Belgrano fue agasajado por el pueblo, entre ellos dueños de las tierras por donde debían pasar las fuerzas en su camino a Paraguay.
Gregoria Pérez no se había animado a hablar con el general durante su estadía en Santa Fe. El 10 de octubre le envió una carta a la Bajada, que llevó personalmente su hijo Valentín— ofreciéndose a colaborar con “haciendas, casas y criados” para auxiliar al Ejército. La misma decía: «Excelentísimo Señor: La viuda de Don Juan Ventura Denis logra el honor de saludar a V.E. ya que no lo hizo cuando V.E. se hallaba en esta ciudad, por la cortedad de su genio y por no poderse introducir en claustro de regulares para poner a la orden y disposición de V.E. sus haciendas, casas y criados desde el río Feliciano hasta el Puesto de las Estacas, en cuyo trecho es V.E. el Dueño de mis cortos bienes para que con ellos pueda auxiliar al Ejército de su mando, sin interés alguno. Esto mismo tengo prevenido a mi hijo Valentín, quien desearé sepa complacer a V.E. quien tendrá la bondad de dispensar cualesquiera falta que provenga de mi ausencia o de la corta edad de dicho mi hijo».
Belgrano le contestó de su puño y letra «Usted ha conmovido todos los sentimientos de ternura y gratitud al manifestarme los suyos tan llenos del más generoso patriotismo. La Junta colocará a usted en el catálogo de los beneméritos de la Patria, a ejemplo de poderosos que la miran con frialdad.»
Poco después el General visitó a Gregoria en su domicilio, ella reiteró el ofrecimiento que había hecho por escrito.

## Deceso
Gregoria Pérez falleció en la ciudad de Santa Fe, el 10 de diciembre de 1823, a los 59 años. Sus restos descansan en la parte anterior al altar mayor de la Iglesia del convento de Santo Domingo.

## Homenajes
El 12 de mayo de 1908 se inauguró, en Capital Federal, la Escuela Superior de niñas N°1 "Gregoria Pérez".
Para honrar sus memorias, en vísperas del año del Centenario de la Revolución de Mayo, un grupo de mujeres entrerrianas encomendaron en 1910 al escultor Torcuato Tasso esculpir una estatua. Esta obra estuvo archivada casi 40 años, hasta que en 1950 se la emplazó en Paraná.
En 1940 se crea la Comuna Gregoria Pérez de Denis, del Departamento Nueve de Julio de la provincia de Santa Fe.